# Berberis affinis
Berberis affinis là một loài thực vật có hoa trong họ Hoàng mộc. Loài này được G.Don mô tả khoa học đầu tiên năm 1831.